# Orbea fenestrata
Orbea fenestrata är en oleanderväxtart som först beskrevs av Plowes, och fick sitt nu gällande namn av Meve. Orbea fenestrata ingår i släktet Orbea och familjen oleanderväxter. Inga underarter finns listade i Catalogue of Life.